# Diocesi di Nicopoli all'Jantra
La diocesi di Nicopoli all'Jantra (in latino: Dioecesis Nicopolitana ad Iaterum) è una sede soppressa e sede titolare della Chiesa cattolica.

## Storia
Nicopoli all'Jantra, identificabile con Stari-Nicup (villaggio a 20 km a nord di Veliko Tărnovo) nell'odierna Bulgaria, è un'antica sede vescovile della provincia romana della Mesia Seconda (o Inferiore) nella diocesi civile di Tracia. Essa faceva parte del patriarcato di Costantinopoli ed era suffraganea dell'arcidiocesi di Marcianopoli.
Fondata dall'imperatore Traiano con il nome di Nicopoli ad Istrum, dal nome che i romani davano al Danubio (Ister), la città fu sede episcopale almeno dall'inizio del V secolo. Il primo vescovo noto, che Le Quien attribuisce erroneamente all'omonima sede della Tracia, fu Policarpo, trasferito dalla sede di Sexantaprista prima del 430. Marcello sottoscrisse nel 458 la lettera dei vescovi della Mesia Seconda all'imperatore Leone in seguito all'uccisione del patriarca alessandrino Proterio. Amanzio infine firmò gli atti di un concilio celebratosi a Costantinopoli nel 518.
La città venne distrutta dalle invasioni barbariche e mai più ricostruita. Nel 629 l'imperatore Eraclio I fondò la nuova Nicopoli sul Danubio.
Dal XVI secolo Nicopoli è annoverata tra le sedi vescovili titolari della Chiesa cattolica; dal 28 maggio 2018 il vescovo titolare è Cesare Di Pietro, vescovo ausiliare di Messina-Lipari-Santa Lucia del Mela.

## Cronotassi dei vescovi greci
- Policarpo † (prima del 430 - ?)
- Marcello † (menzionato nel 458)
- Amanzio † (menzionato nel 518)

## Cronotassi dei vescovi titolari
- Giovanni Fontana † (1589 - 7 agosto 1590 succeduto vescovo di Ferrara)
  - San Francesco di Sales † (15 luglio 1602 - 17 settembre 1602 succeduto vescovo di Ginevra) (vescovo eletto)[3]
- Bernardin Corneillan † (3 agosto 1605 - 14 settembre 1614 succeduto vescovo di Rodez)
- Giovanni Battista Civalli, O.F.M.Conv. † (28 gennaio 1608 - 29 gennaio 1617 deceduto)
- Cesare Di Pietro, dal 28 maggio 2018